# Centro Nacional de Gerenciamento de Riscos e Desastres
O Centro Nacional de Gerenciamento de Riscos e Desastres (CENAD) é um órgão do governo federal brasileiro que tem como objetivo possibilitar o gerenciamento de ações preventivas, bem como a mobilização de recursos humanos para atuar durante a ocorrência de desastres naturais.
Em 2012, foi decidido pelo governo brasileiro que todos os municípios que eventualmente sofram transtornos por causa de eventos climaticos recebam um cartão de crédito em nome da Defesa Civil, que objetiva a utilização dos recursos públicos com rapidez e transparência, com a finalidade de mitigar os impactos do desastre natural. O CENAD é o orgão responsável pelo gerenciamento do uso dos recursos distribuídos por meio desses cartões.